# 편극
편극(polarization)에는 자기 편극과 전기 편극이 있다.
근래에는 스핀 편극이 자주 등장한다.
자기 편극이란 강자성체가 N극과 S극을 지니어 자극을 지니므로 그것을 편극이라 한다.
전기 편극은 강유전성물질이 양전하와 음전하를 지니어 전극을 지니므로 그것을 편극이라 한다.(일반적으로는 분극이라고 한다.) 
스핀 편극은 스핀이 방향을 지니므로 물질내부의 전자 스핀을 정렬해주면 스핀편극을 지녔다고 한다.

## 같이 보기
- 편극 밀도 (분극 밀도)